# Marthe Niel
Marthe Niel, född 29 december 1878 i Ille-et-Vilaine i Frankrike, död 18 november 1928, var en fransk flygpionjär och den andra kvinnan i världen som avlade ett certifikatprov.
Niel lyckades som andra kvinna i världen avlägga proven för ett flygcertifikat när hon 19 september 1910 genomförde de stepulerade proven i ett Koechlin monoflygplan. Hon tilldelades det franska certifikatet nummer 226. Redan 22 september samma år deltog hon i flygtävlingarna i Dijon som enda kvinna bland de sju flygarna i startfältet. Tävlingen vanns av den då yngsta flygaren i världen, den 16-åriga Marcel Hanriot medan Niel tilldelades ett specialpris.